# ラブリーボーン
『ラブリーボーン』（原題：The Lovely Bones）は、2009年のアメリカ・イギリス・ニュージーランドの合作映画（日本では2010年公開）。原作はアリス・シーボルドの小説『ラブリー・ボーン』。

## ストーリー
1973年、雪の降る12月のある日のことだった。14歳のスージー・サーモン（魚の「サーモン」みたいな名前と彼女は言っていた）は学校から家に帰る途中、トウモロコシ畑の中に穴を掘って作った地下の隠れ家に誘い込まれた。そこで彼女は残忍にも殺害されてしまう。連続殺人の新たな犠牲者となったスージーは、その男を知っていた。それは近所に住む男、ハーベイだった。スージーは、天国から家族や友人、そして犯人の人生を見届ける。

## キャスト
スージー・サーモン
演：シアーシャ・ローナン、吹替：早見沙織
物語の主人公。天真爛漫な性格をした美少女。誕生日にもらったカメラで写真を撮るのが趣味。レイに初恋をしデートに誘われるも1973年12月6日、14歳で殺害される。事件を引きずりながら天国と現世の狭間で家族や友人、そして犯人の人生を見届ける。
ジャック・サーモン
演：マーク・ウォールバーグ、吹替：咲野俊介
主人公の父親。ボトルシップを作るのが趣味。スージーが殺されて以来犯人を探すことに執着している。娘の撮った写真などから犯人を見つけるも証拠が得られず復讐に走ろうとする。
アビゲイル・サーモン
演：レイチェル・ワイズ、吹替：甲斐田裕子
主人公の母親。娘を守れなかったことが罪悪感や、夫が犯人のことばかり考えていることに嫌気がさし家を飛び出す。
リンジー・サーモン
演：ローズ・マクアイヴァー、吹替：三村ゆうな
主人公の妹。優等生で、頭が切れる。隣人のハーヴィを怪しいと感じ彼の家に乗り込む。
バックリー・サーモン
演：クリスチャン・アシュデール、吹替：亀岡真美
主人公の弟。事件についてはなにもわかっていない。
リン
演：スーザン・サランドン、吹替：藤田淑子
主人公の祖母（母方の母）。お酒と派手なことが好き。事件以来サーモン家で家事の手伝いをするようになり、娘（母親）とは仲はよくないが本人なりのやり方で家族を励ましている。
ジョージ・ハーヴイ
演：スタンリー・トゥッチ、吹替：岩崎ひろし
物語の犯人。優しげな容貌をしている。警察の捜査が入っても巧みな嘘で切り抜ける。手先が器用で、ドールハウス作りを趣味としている。
レン・フェナマン
演：マイケル・インペリオリ、吹替：滝知史
刑事。
レイ
演：リース・リッチー
主人公の初恋の相手。主人公が亡くなった後も彼女を思い続けている。
ルース
演：キャロリン・ダンド
主人公の同級生。霊感が強い。
- その他の声の吹き替え：相原嵩明／雨谷和砂／加藤亮夫／青木強／藤村歩／西健亮／福脇慶子／坂口哲夫／林和良／清和祐子／菅谷弥生／平野夏那子／鈴森勘司／井田国男／滝知史／石川綾乃／利根健太朗／日高里菜

## 製作の背景
父親のジャック役にはライアン・ゴズリングが配役されていたが、制作方向性の相違により降板。その後マーク・ウォールバーグが起用された。
2007年10月にペンシルベニア州とニュージーランドで撮影開始。
当初は2009年3月19日に全米公開予定だったが、同年12月11日に変更となった。

## 受賞・ノミネート
第67回ゴールデングローブ賞
- ノミネート：助演男優賞 - スタンリー・トゥッチ

第15回クリティクス・チョイス・アワード
- ノミネート：主演女優賞 - シアーシャ・ローナン
- ノミネート：助演男優賞 - スタンリー・トゥッチ
- 受賞：若手俳優賞 - シアーシャ・ローナン
- ノミネート：撮影賞 - アンドリュー・レスニー
- ノミネート：美術賞 - ナオミ・ショーハン
- ノミネート：視覚効果賞

第8回ワシントンD.C.映画批評家協会賞
- ノミネート：助演男優賞 - スタンリー・トゥッチ

第16回全米映画俳優組合賞
- ノミネート：助演男優賞 - スタンリー・トゥッチ

第82回アカデミー賞
- ノミネート：助演男優賞 - スタンリー・トゥッチ

第36回サターン賞
- ノミネート：ファンタジー映画賞
- ノミネート：助演男優賞 - スタンリー・トゥッチ
- ノミネート：助演女優賞 - スーザン・サランドン
- ノミネート：若手俳優賞 - シアーシャ・ローナン
- ノミネート：音楽賞 - ブライアン・イーノ

第63回英国アカデミー賞
- ノミネート：主演女優賞 - シアーシャ・ローナン
- ノミネート：助演男優賞 - スタンリー・トゥッチ